# 三国共同トーネード訓練機関
三国共同トーネード訓練機関（さんごくきょうどうトーネードくんれんきかん、英語：Tri-National Tornado Training Establishment、略称：TTTE）は、イギリスのラトランドのコッテスモア空軍基地に1981年から1999年まで存在した多国籍航空部隊。

## 任務
イギリス、ドイツおよびイタリアが調達したトーネード多用途攻撃機の教育訓練の為に設けられた。まず初めにパイロットは地上で4週間の訓練を受け、その後9週間の飛行訓練に続く。

## 歴史
1978年4月14日、ボスコムダウン基地にてトーネード攻撃機が初めてイギリス国民に展示された。当時、イギリス空軍はIDS型を165機と派生型のトーネード ADVを220機を調達する予定であった。西ドイツ空軍は212機を、西ドイツ海軍は112機を、そしてイタリア空軍は100機の調達を計画し、全3カ国のために計809機が発注された。価格はイギリス空軍向けGR1型が7.8百万UKポンド、ADV型が9.4百万UKポンドであった。過去の航空機と比較してトーネード攻撃機はアブロ ランカスター爆撃機の約2倍の爆弾搭載量に達していた。トーネード攻撃機は欧州各国空軍にとり作戦上必要な性能を保持しており、米国製戦闘機と比較して上位にあるとして選定された。当時、ジェネラル・ダイナミクス F-16戦闘機は全天候能力が欠如しており、マクドネル・ダグラス F-15戦闘機は対地攻撃には性能不足のレーダーを搭載し、そしてグラマン F-14戦闘機はあまりにも高価であった。地形追従レーダー（TFR）搭載型トーネードはイギリス空軍に最初に納入され、西ドイツ海軍は最初にトーネードが配備される。TTTEが設立された際に、イギリス空軍は劣悪な新規要員募集体制と低給与のため能力不十分なパイロットをトーネードに乗せて飛行訓練を実施しなければならない事態を懸念していた。
1979年に機関の設立に関する覚書が英独伊三カ国で署名され、機関は1980年6月1日に設立され最初の訓練用トーネード（イギリス空軍所属機）を同年7月1日に獲得し、西ドイツ空軍所属機は同年9月2日に到着、イタリア空軍所属機は1982年4月5日に到着した。最初の訓練課程は1981年1月5日に開始され、西ドイツとイタリアの部隊はマイケル・ビーサム英空軍大将臨席の下で1981年1月29日に公式編成される。シミュレーター初号機は1982年春から運用が開始され、同年5月から各課程につき10名のパイロットが訓練できた。1982年8月には48機のトーネードが訓練に割り当てられ、当初この内訳は西ドイツが22機、イギリスが19機、イタリアが7機であった。同月23日、初の「第一期訓練生」の訓練が開始される。したがって、以前の課程を履修した飛行学生は再訓練されなかった。
1996年4月から部隊はレスターシャーからラトランドに移転する。そして、冷戦終結後の国際環境の変化と航空機ヴァリエーションの発達の相違により、三カ国は自国の状況に合わせた教育訓練を独自に実施することを決定した。例えば、在独イギリス空軍が所在したブリュッゲン空軍基地（ニーダークリュヒテンのエルンプト）の閉鎖に伴い、帰還するイギリス空軍機の受入先確保などが要因としてあった。機関は1999年3月24日に廃止され、訓練中のトーネードは同年3月31日に同機関における飛行を終了する。
こんにち、三カ国はスコットランドマレーのロジーマス空軍基地の第15飛行隊、アメリカ合衆国ニューメキシコ州アラモゴードに所在するホロマン空軍基地の在米ドイツ空軍航空教育センター、ロンバルディア州ブレシア県ゲーディに所在するゲーディ空軍基地でトーネード要員を教育している。コッテスモア空軍基地についてはハリアー統合部隊の下でイギリス空・海軍が保有するハリアー戦闘機の運用を実施している。

## 教育
トーネード要員課程は4週間の理論体系教育と9週間の飛行教育体系に分かれて構成される。シミュレーター訓練は各事例ごとに実施され、「基本的飛行シミュレーター」、「完全任務シミュレーター」、「誘導攻撃システム・トレーナー」および「基本的アビオニクス装置操作トレーナー」のそれぞれ異なる4種類があった。パイロット向け飛行訓練の主眼は編隊飛行と武器使用、航空機上での交信にまつわる判断能力の育成であった。この訓練内容は重要課程として明確に定められ、TTTEでの訓練に参加する飛行学生はこれに従った。これらは国家計画的課程となり、とりわけ激烈なドッグファイトと地上目標に対する武器使用が重視された。他所での訓練所はイギリスのホニントンで武器転換隊が、ドイツのイェファー航空基地の第38戦闘爆撃航空団、イタリアのゲーディにて実施されていた。

## 組織
訓練用航空機の配分はドイツ23機、イギリス19機そしてイタリア6機であった。飛行訓練は1981年1月5日から実施されている。TTTEは約1,600人の軍人と約130人の軍属で構成されていた。これらは全三カ国の人員よって常時構成し、3個のトーネード飛行隊が編成され、1年につき300人の要員を訓練した。イギリス空軍は技術者と後方支援要員を提供し、幕僚部と3個飛行隊については3カ国から提供されていた。機関長（これはイギリス空軍における「ウィング・コマンダー」職で、同空軍の階級では空軍中佐に相当）は代将相当が充てられ3箇国で持ち回り制で担当した。予算分担については遠征飛行比率：独40％、英40％、伊20％であった。

### 編制
- トーネード運用転換隊（TOCU）
  - A飛行隊（ドイツ担当）
  - B飛行隊（イギリス担当）
  - C飛行隊（イタリア担当）
- S飛行隊（標準化担当） - 後継者教育に対し責任を負い、飛行教官の訓練や飛行点検の指揮を担当する。
- 地上学校 - 理論教育とシミュレーター訓練を担当する。